# Agrostophyllum aristatum
Agrostophyllum aristatum là một loài thực vật có hoa trong họ Lan. Loài này được Kores mô tả khoa học đầu tiên năm 1989.